# Lepadella neglecta
Lepadella neglecta är en hjuldjursart som beskrevs av Segers och Dumont 1995. Lepadella neglecta ingår i släktet Lepadella och familjen Lepadellidae. Inga underarter finns listade i Catalogue of Life.